# 9. ročník udílení Nickelodeon Kids' Choice Awards
9. ročník Nickelodeon Kids' Choice Awards se konal 11. května 1996 v Universal Studios v Los Angeles, v Kalifornii. Ceremoniál moderovaly Rosie O'Donnell a Whitney Houston. Whitney Houston se stala první celebritou, která ceremoniál moderovala více než jednou.

## Vítězové a nominovaní

### Film

#### Nejoblíbenější film
- Ace Ventura: Volání divočiny
- Batman navždy
- Casper
- Toy Story: Příběh hraček

#### Nejoblíbenější filmový herec
- Jim Carrey (Ace Ventura: Volání divočiny a Batman navždy)
- Tom Hanks  (Apollo 13)
- Robin Williams – (Jumanji)
- Jonathan Taylor Thomas (Tom a Huck)

#### Nejoblíbenější filmová herečka
- Mary-Kate Olsen a Ashley Olsen  (Malé dohazovačky)
- Nicole Kidman (Batman navždy)
- Alicia Silverstone (Bezmocná)
- Kirstie Alleyová (Malé dohazovačky)

### Televize

#### Nejoblíbenější animovaný seriál
- Lumpíci
- Animáci
- Doug
- Simpsonovi

#### Nejoblíbenější televizní herec
- Tim Allen (Kutil Tim)
- Jaleel White (Family Matters)
- Will Smith (Fresh Prince)
- Martin Lawrence (Řekni mi něco o sobě)

#### Nejoblíbenější televizní herečka
- Tia Mowry a Tamera Mowry (Sister, Sister)
- Tatyana Ali (Fresh Prince)
- Queen Latifah (Living Single)
- Roseanne (Roseanne)

### Další

#### Nejoblíbenější videohra
- Donkey Kong Country
- Ms. Pac-Man
- Tiny Toon Adventures: Buster Busts Loose!
- X-Men: Children of the Atom

#### Nejoblíbenější animovaná hvězda
- Willy  – Zachraňte Willyho 2
- Marcel – Přátelé
- Babe – Babe - galantní prasátko
- Amy – Kongo

#### Nejoblíbenější písnička
- "I'll Be There For You" - The Rembrandts

## Síň slávy
- Tim Allen